# Szent János-főszékesegyház
A Szent János-főszékesegyház (lengyelül: Archikatedra św. Jana w Warszawie) római katolikus templom Lengyelország fővárosának, Varsónak az óvárosában. A téglagótika stílusában készült építmény a Świętojańska utcában áll, a jezsuita templom szomszédságában. A Szent János-főszékesegyház egyike a város három nagy székesegyházának, de ez az egyetlen olyan templom, amely a főszékesegyház titulust is viseli. A Varsói főegyházmegye főtemploma és Lengyelország egyik nemzeti panteonja, korábban koronázótemplomként is szolgált. Az épületet az óváros részeként az UNESCO a világörökség részévé nyilvánította.

## Története
A templomot az utcára néző homlokzattal építették, és nem a piactér sarkán, mint más, akkoriban alapított lengyel városokban. Ezt a helyszínt a templom kettős szerepével magyarázzák, amely a város plébániatemplomaként és a vár kápolnájaként szolgált.
A mai plébánia helyén álló első templom a 13-14. század fordulóján épült fából készült várkápolna volt. Ez a kápolna a 14. század elején lett a város plébániatemploma, magát a plébániát 1313-ban vagy 1315-ben emelték. A templom mögötti téren (ma Kanonia utca) temetőt létesítettek. Gunterről, Varsó plébánosáról 1321-ből származik egy utalás, 1338-ban pedig a templom ajtajára szögeztek egy periratot a Német Lovagrend ellen. Az 1339-es varsói per során a templomban és az Óváros téren lévő alispán házában is ülésezett bíróság.
1390 körül I. János herceg kezdeményezésére gótikus téglaépületet emeltek. A templom a mazóviai fejedelmek temetkezési helyeként szolgált. 1406-ban a plébániatemplomból káptalani templom lett.
Az épületet a királyi palotával egy 80 méter hosszú, magasított folyosó kötötte össze, amelyet Jagelló Anna királynő építtetett a 16. század végén, és amelyet az 1620-as években bővítettek ki, miután Michał Piekarski 1620-ban sikertelenül próbálta meg merényletet elkövetni III. Zsigmond lengyel király ellen a székesegyház előtt.
A májusi alkotmány néven ismertté váló 1791. május 3-i alkotmányhatározat után, a királyi várban tartott ülés végén II. Szaniszló Ágost lengyel király a Szent János-székesegyházba ment, hogy az oltár előtt, Isten színe előtt megismételje az alkotmányra tett esküjét. A nagy szejm elöljáróit is a szejm lelkes képviselői vitték a templomba a vállukon.
A templomot 1798-ban székesegyházi, 1817-ben pedig főszékesegyházi méltóságra emelték.
A 19. század első felében Adam Idzkowski angol neogótikus stílusban építtette át a székesegyházat 1837 és 1841 között. Ez az építészeti forma  egészen a második világháborúig fennmaradt.
A varsói székesegyházat már 1939 szeptemberében megrongálták a Luftwaffe bombái és a tüzérségi tűz. 1944-ben, a varsói felkelés idején (augusztus-október) a székesegyház a felkelők és az előrenyomuló német hadsereg közötti harc színhelyévé vált. A németeknek sikerült egy robbanóanyaggal megrakott tankot a székesegyházba vezetniük, a hatalmas robbanás az épület nagy részét elpusztította. 1944-ben, a felkelés összeomlása után a német Vernichtungskommando (megsemmisítő osztag) lyukakat fúrt a falakba a robbanóanyag számára, és felrobbantotta a székesegyházat, elpusztítva a falak 90%-át.
August Hlond bíboros, Lengyelország prímása 1947-ben létrehozta a Varsó templomainak újjáépítéséért felelős prímási tanácsot, amely 1948-ban bekövetkezett hirtelen halála után a székesegyház romjaiból való újjáépítését is elvégezte. A tanács Stefan Wyszyński lengyel prímás vezetésével működött, munkáját még bebörtönzése alatt sem hagyta abba.
A főszékesegyházat hosszas vitát követően mazóviai gótikus stílusban Jan Zachwatowicz tervei alapján építették újjá. A jelenlegi külső rekonstrukció a 14. századi templom feltételezett külsejét mutatja, amely egy 17. század eleji Frans Hogenberg-illusztráció és egy 1627-es Abraham Boot-rajzon alapul, nem pedig a háború előtti neogótikus, erősen átalakított megjelenést. Itt találhatóak a fennmaradt műemlékek, köztük a gótikus szobrászat remekművei: a keresztre feszített Krisztus szobra, amelyet a varsóiak már régóta tisztelnek. A Csodatévő Krisztus több évszázados szobra a Baryczka-kápolnában található, amelynek falai túlélték a háborús pusztítást.
Más elpusztult műemlékek helyreállítását is nagy precizitással végezték: köztük olyan értékes műemlékek, mint az utolsó mazóviai fejedelmek sírjai vagy a Stanisław Małachowskinak, a május 3-i alkotmány társszerzőjének szentelt emlékmű. Az újjáépített varsói főszékesegyház felszentelésére 1960. június 9-én került sor, melyet Stefan Wyszyński bíboros, Lengyelország prímása végzett, ebben az évben basilica minor rangra emelték. A háború romjaiból újjáépült teljes varsói óváros az érsekséggel és a királyi várral együtt 1980-ban felkerült az UNESCO Világörökségi Listájára.

## Építészeti jellemzői
A 17. század elejéről származó gazdag korabarokk belső díszítés és a főoltár Palma il Giovane csodálatos festménye, amely Szűz Máriát és a gyermek Jézust ábrázolja Keresztelő Jánossal és Szent Szaniszlóval, 1944. augusztus 17-én a templomot ért német bombázások során megsemmisült. 1944 novemberében a templom maradványait a németek felrobbantották, a hatszáz éves épületből csak egyetlen fal maradt meg. Egy lengyel nemzeti műemléknek az ilyen szintű pusztulása része volt Varsó tervezett és szisztematikus elpusztításának, amely hivatalosan a varsói felkelés összeomlása után kezdődött a nácik bosszújából.
A Szűz és a Gyermek című festményt 1618-ban készítették III. Vasa Zsigmond számára, kifejezetten a Szent János-templom központi oltárképének. Két évszázaddal később Napóleon parancsára elkobozták és Párizsba szállították. 1820-ban, a bécsi kongresszus után a varsói hatóságok visszaszerezték. Festése óta számos háborút és Varsó bombázását sikerült túlélnie, de a második világháborút már nem. A német bombázások miatt elveszett szobrok közül a érdemes megemlíteni Jan Franciszek Bieliński, Malbork vajdájának (meghalt 1685-ben) márvány mellszobrát, amelyet Jean-Joseph Vinache faragott.
A belső rekonstrukció kialakítása jelentősen eltért a háború előtti székesegyháztól, visszavezetve azt a nyers gótikus megjelenéshez, mivel az épület eredeti berendezéséből nagyon kevés maradt meg. A székesegyház háromhajós csarnoktemplom, két mellékhajója a főhajóval azonos magasságú. A homlokzat jobb oldalán egy alacsony, négyzet alaprajzú harangtorony található, alatta a Dziekania utcába nyílik bejárat. A templombelső berendezései közül a szószék 1959-ben készült, amelyet Józef Trenarowski tervezett, a stallumok pedig a megsemmisített barokk stallumok másolatai, amelyeket III. Sobieski János készíttetett, továbbá számos sírkő és epitáfium található a székesegyházban. A bal oldali mellékhajó mellett több kápolna található, ezek sorrendje a főoltártól nézve:
- Baryczka-kápolna, a bal oldali mellékhajó végén (itt található a fából készült feszület, amelyet a székesegyház berendezésének legértékesebb elemeként tartanak számon; Jerzy Baryczka kereskedő hozta Nürnbergből 1539-ben)[9]
- Megkorbácsolt Krisztus kápolna (a legrégebbi kápolna, a 15. századból származik).
- A keresztelőkápolna (értékes keresztelőmedencéje 1631-ből származik).
- Keresztelő János-kápolna
- A Szent Szaniszló-kápolna (amely szintén a 15. századból származik)
- A Szeplőtelen Fogantatás kápolnájában az eredeti belső tér rekonstruált elemei között az úgynevezett Irodalmi kápolnában található rokokó oltár, a 17. századból származó, a Színház téri lerombolt Szent András-templomából származó Szűz Mária-képpel. A festményt, amely a királyok tulajdonában állt, gyakran vitték magukkal a háborúkba. Így tett többek között II. János Kázmér, III. János és Mihály király is.[10]

## Sírok
A főhajó alatti kriptákban a lengyel történelem számos nevezetes személyének a földi maradványait őrzik, itt nyugszik többek között:
- Szaniszló mazóviai herceg
- III. János mazóviai herceg
- II. Szaniszló Ágost lengyel király, az utolsó lengyel uralkodó
- Adam Kazanowski
- a Vasa Királyi Cappella zeneszerzői és zenészei, pl. Asprillo Pacelli (akinek a háború után rekonstruálták a zeneszerző mellszobrával ellátott csodálatos fekete márvány sírkövét)
- Stanisław Małachowski államférfi, akinek fehér márvány emlékművét Bertel Thorvaldsen tervezte (1944. augusztus 21-én megsemmisült, amikor egy robbanóanyaggal teli német tank a székesegyház déli falába csapódott; 1965-ben újjáépítették)
- Marcello Bacciarelli festőművész
- Henryk Sienkiewicz Irodalmi Nobel-díjas író
- Gabriel Narutowicz köztársasági elnök
- Ignacy Mościcki köztársasági elnök
- Ignacy Jan Paderewski miniszterelnök és zeneszerző
- Kazimierz Sosnkowski tábornok
- August Hlond bíboros, Lengyelország prímása
- Józef Glemp bíboros, Lengyelország prímása
- Boldog Stefan Wyszyński bíboros, Lengyelország prímása

## Galéria

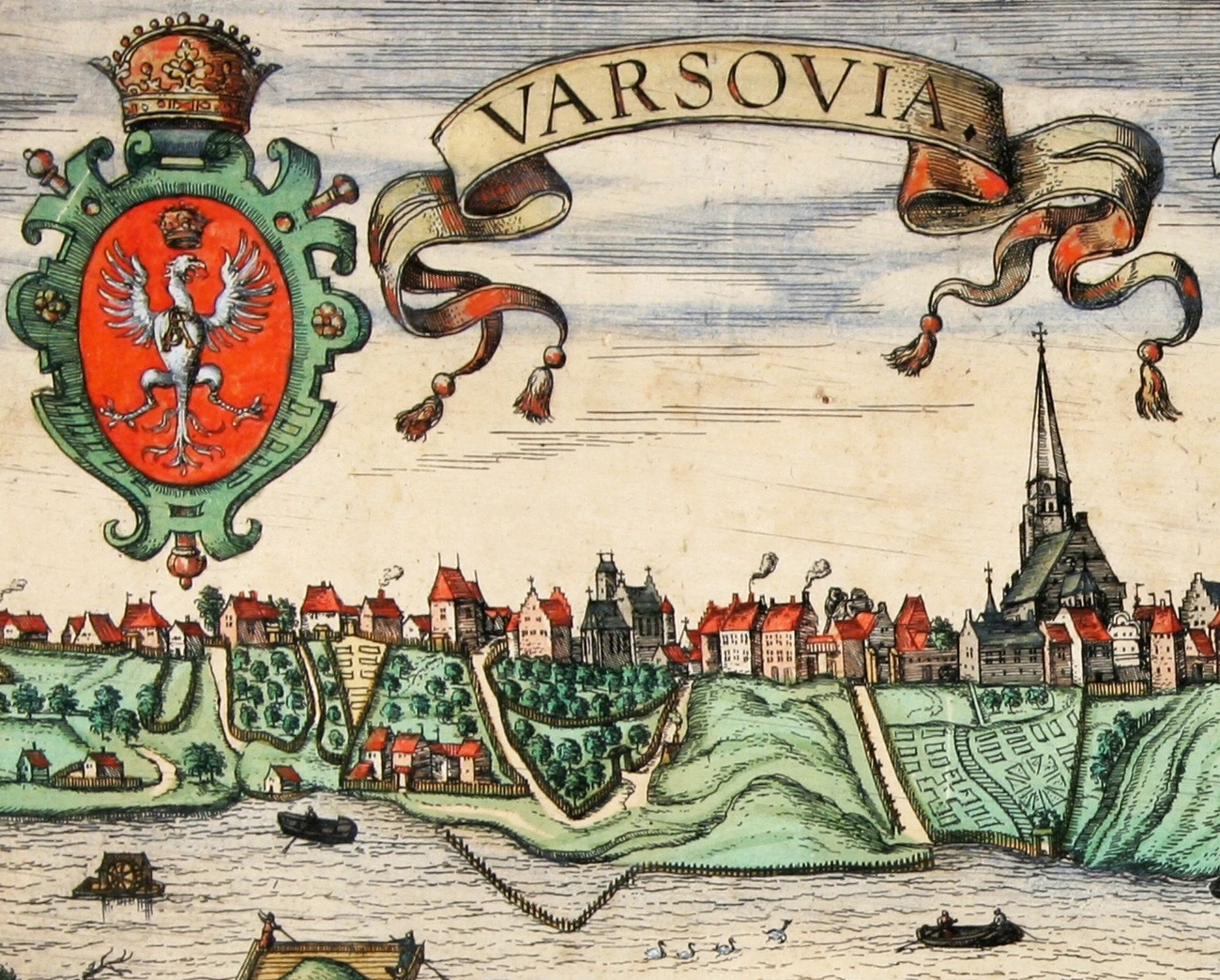
Varsó látképe a templommal Frans Hogenberg 16. századi képén
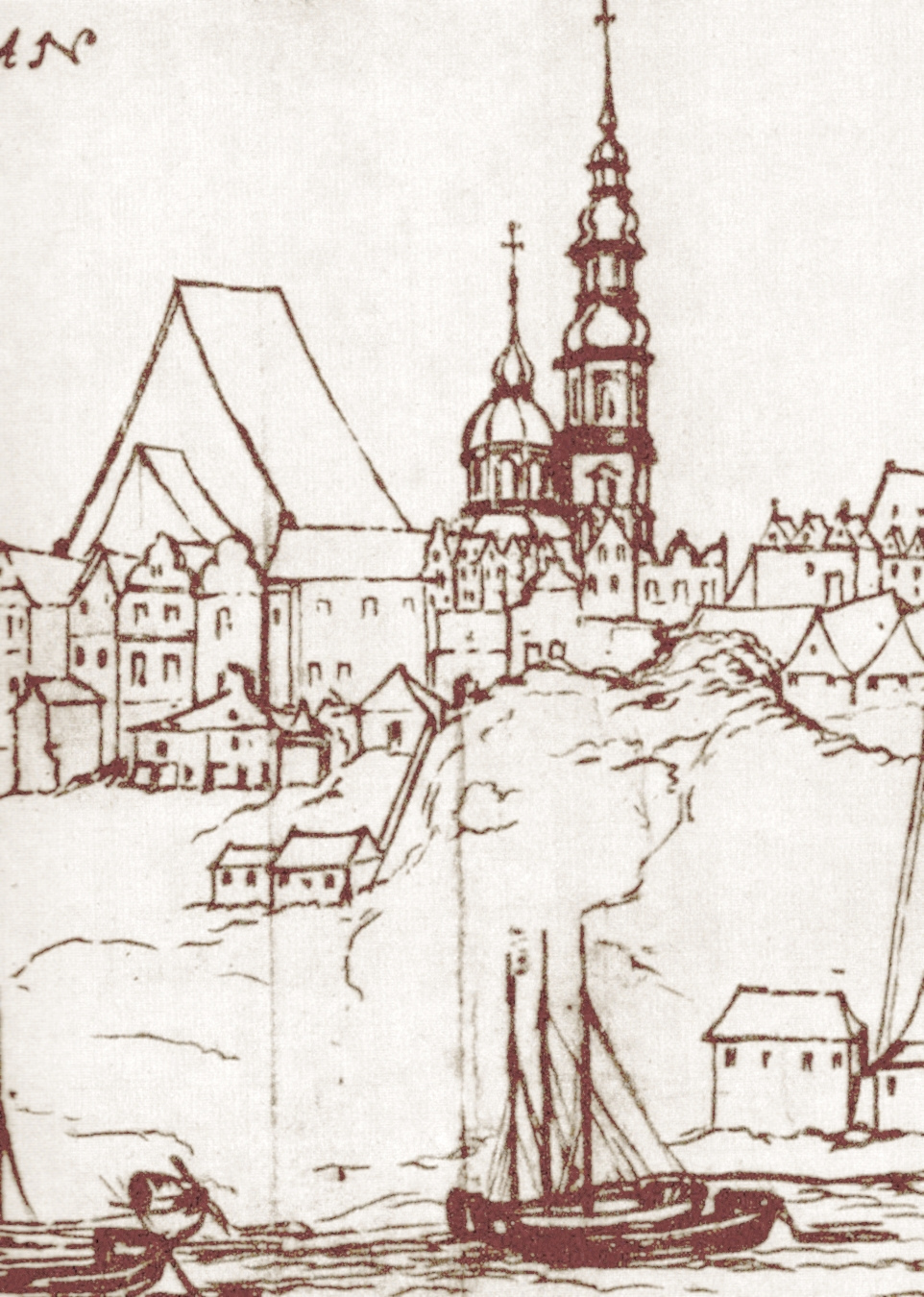
A Szent János- és a jezsuita templom Abraham van Booth 1627-es ábrázolásán
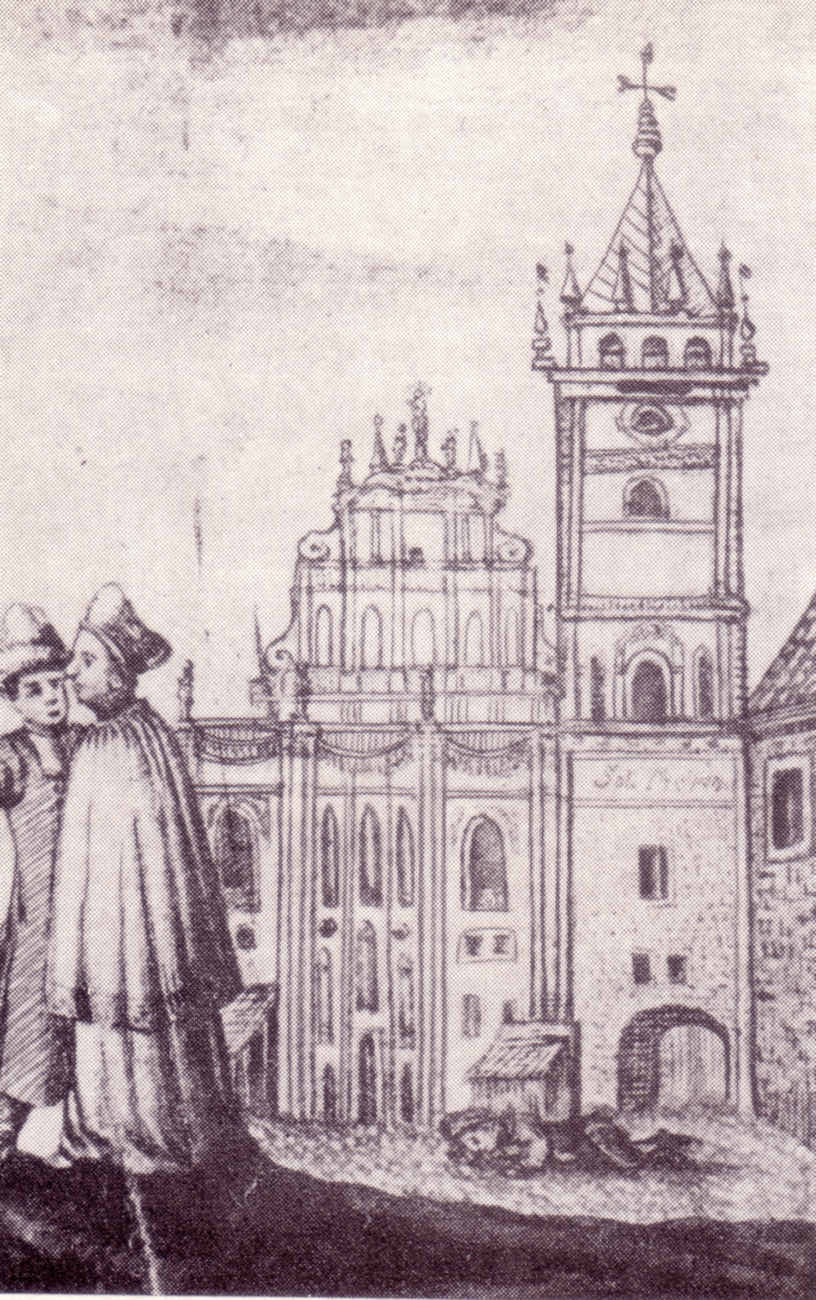
A 18. század elején a 80 méteres Sobieski-toronnyal
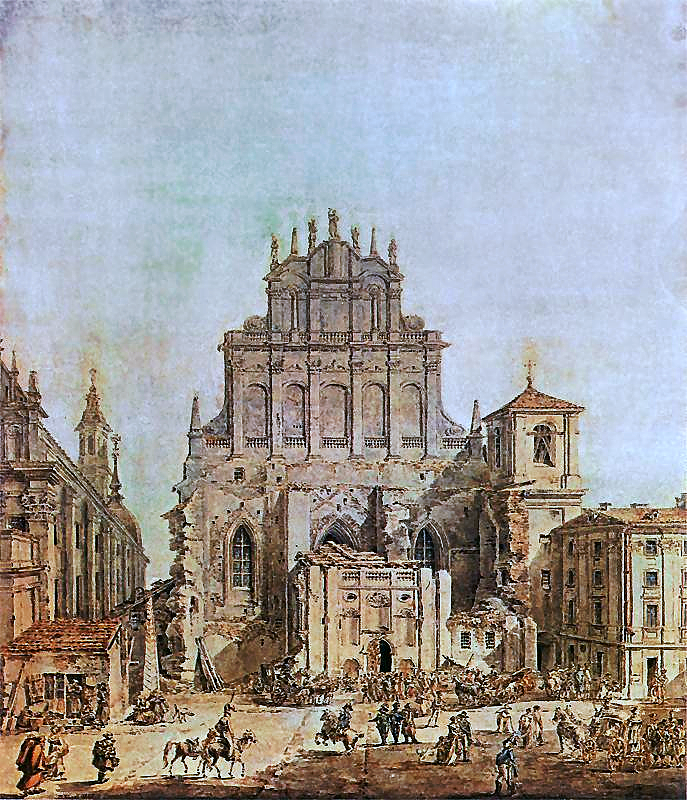
Barokk homlokzattal 1825-ben Zygmunt Vogel akvarelljén
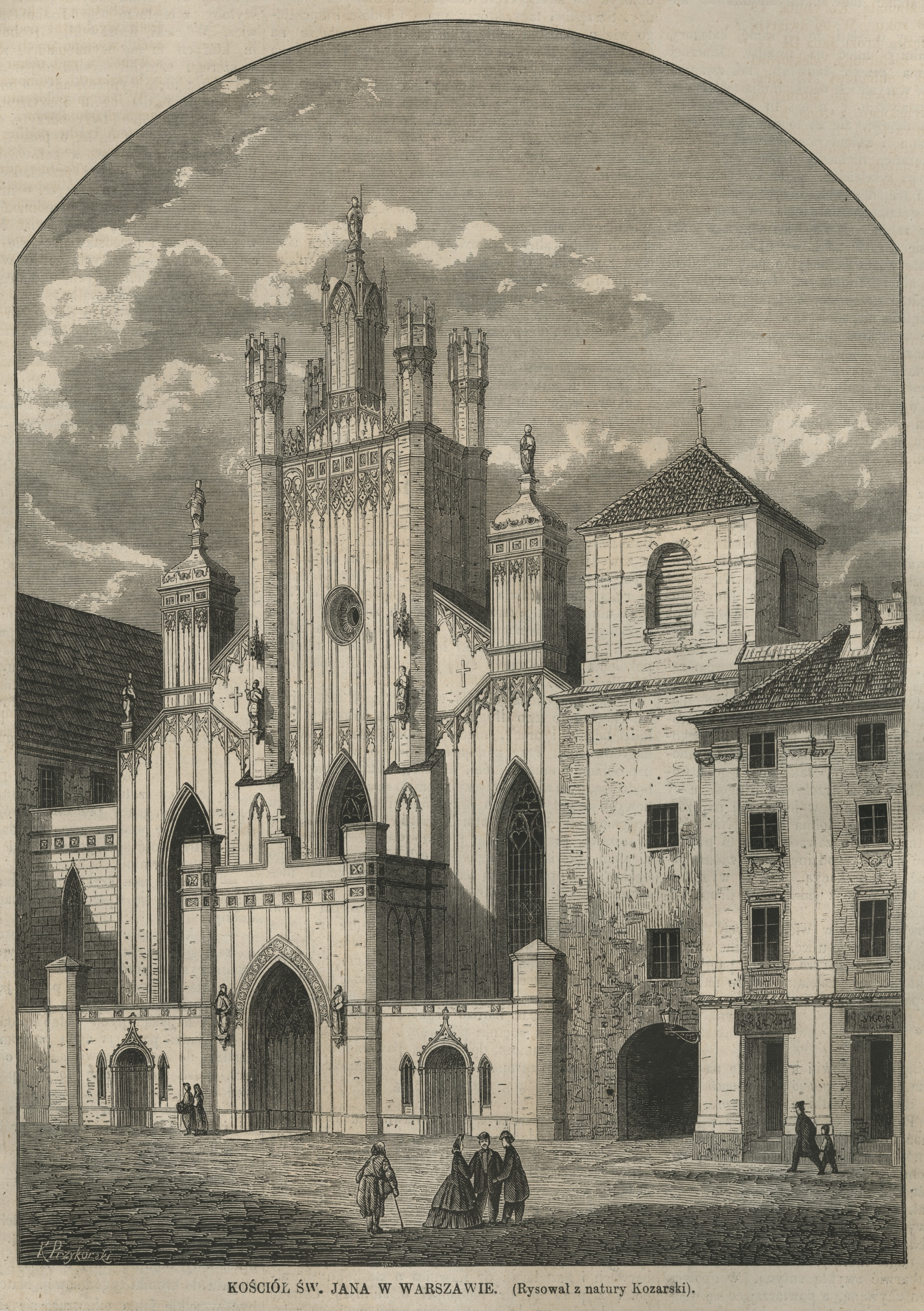
Angol neogótikussá átépített főhomlokzattal, 1865
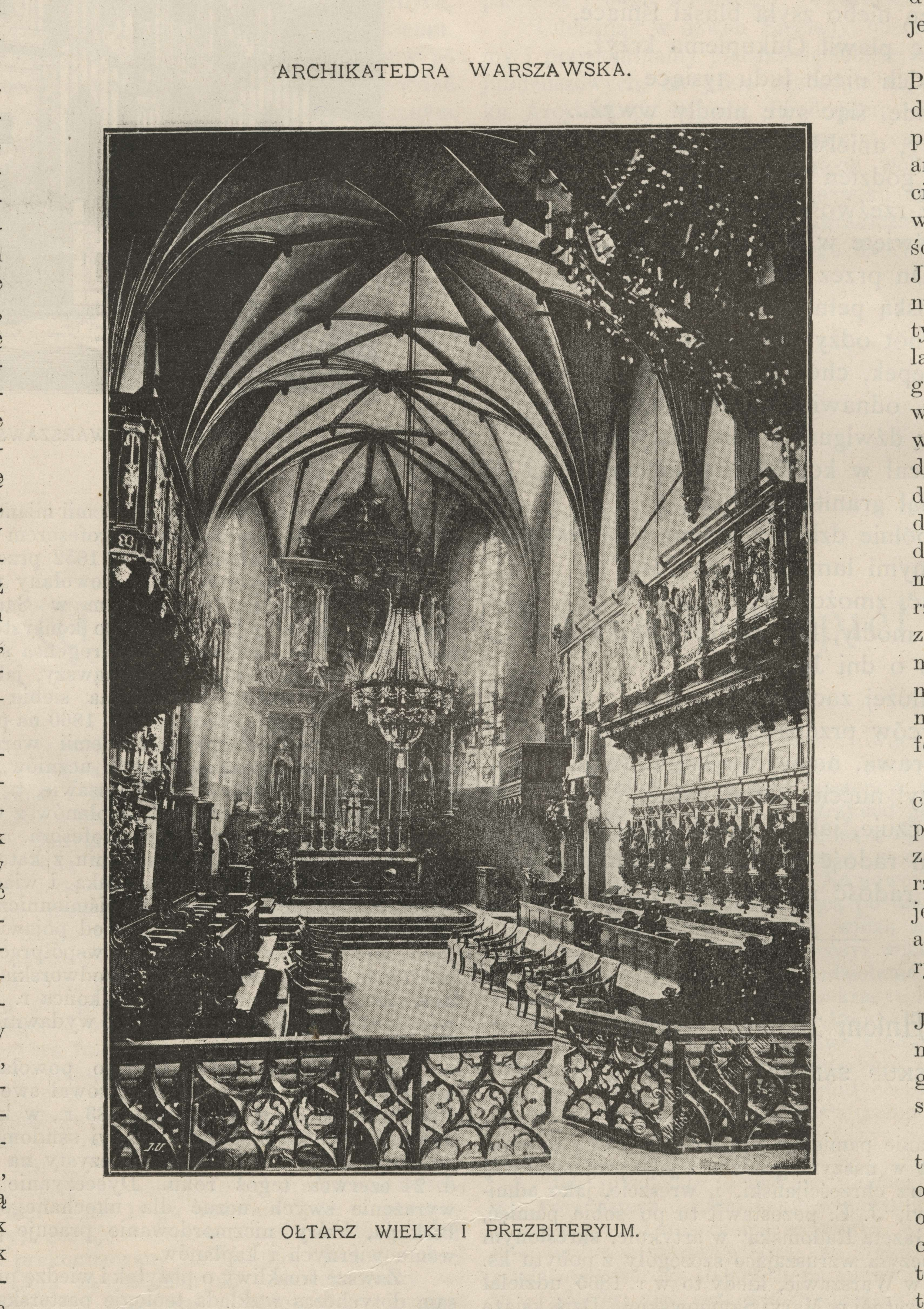
Az eredeti kórus és szentély
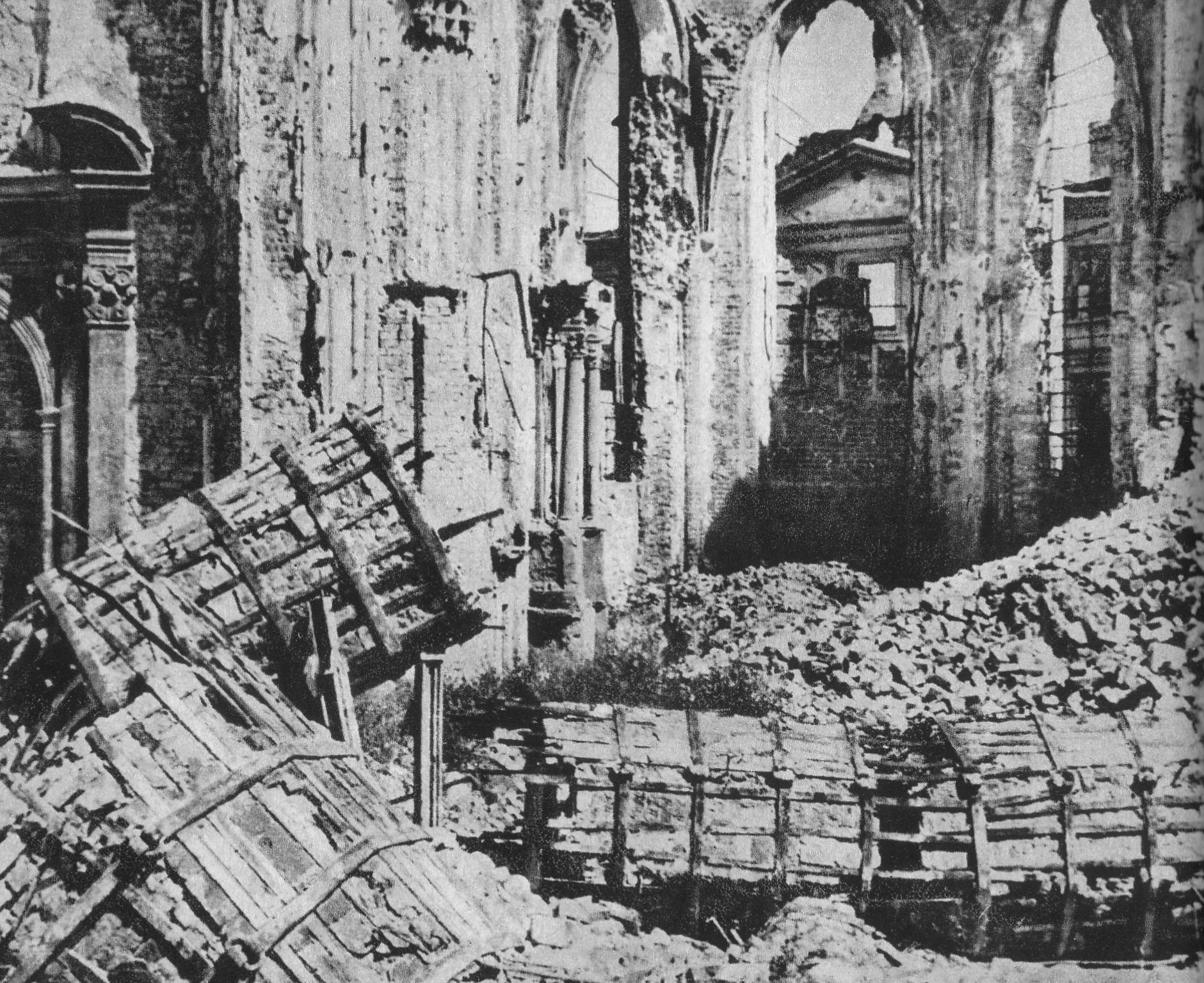
Az elpusztított főszékesegyház 1945-ben
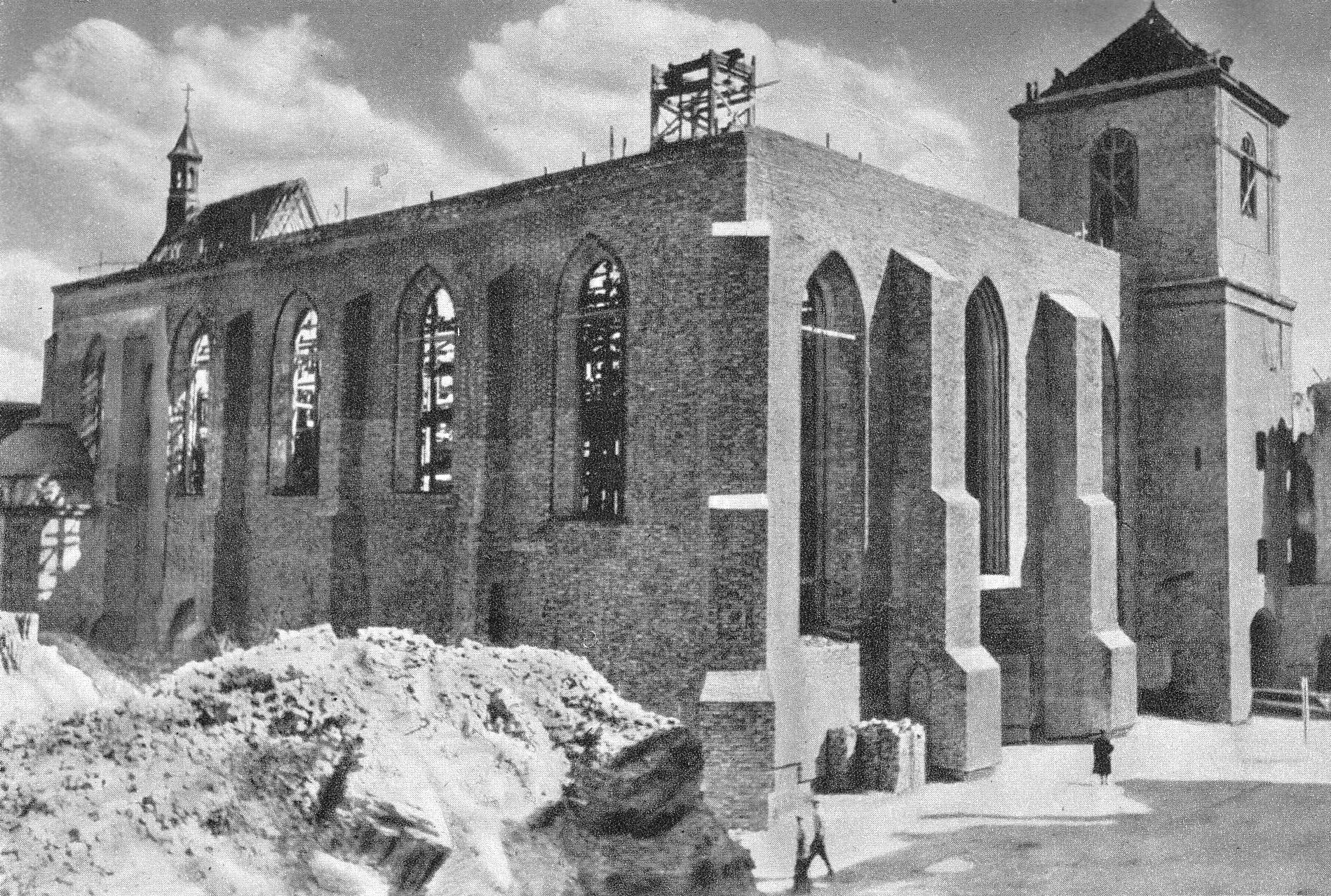
Az újjáépítés állása 1950-ben
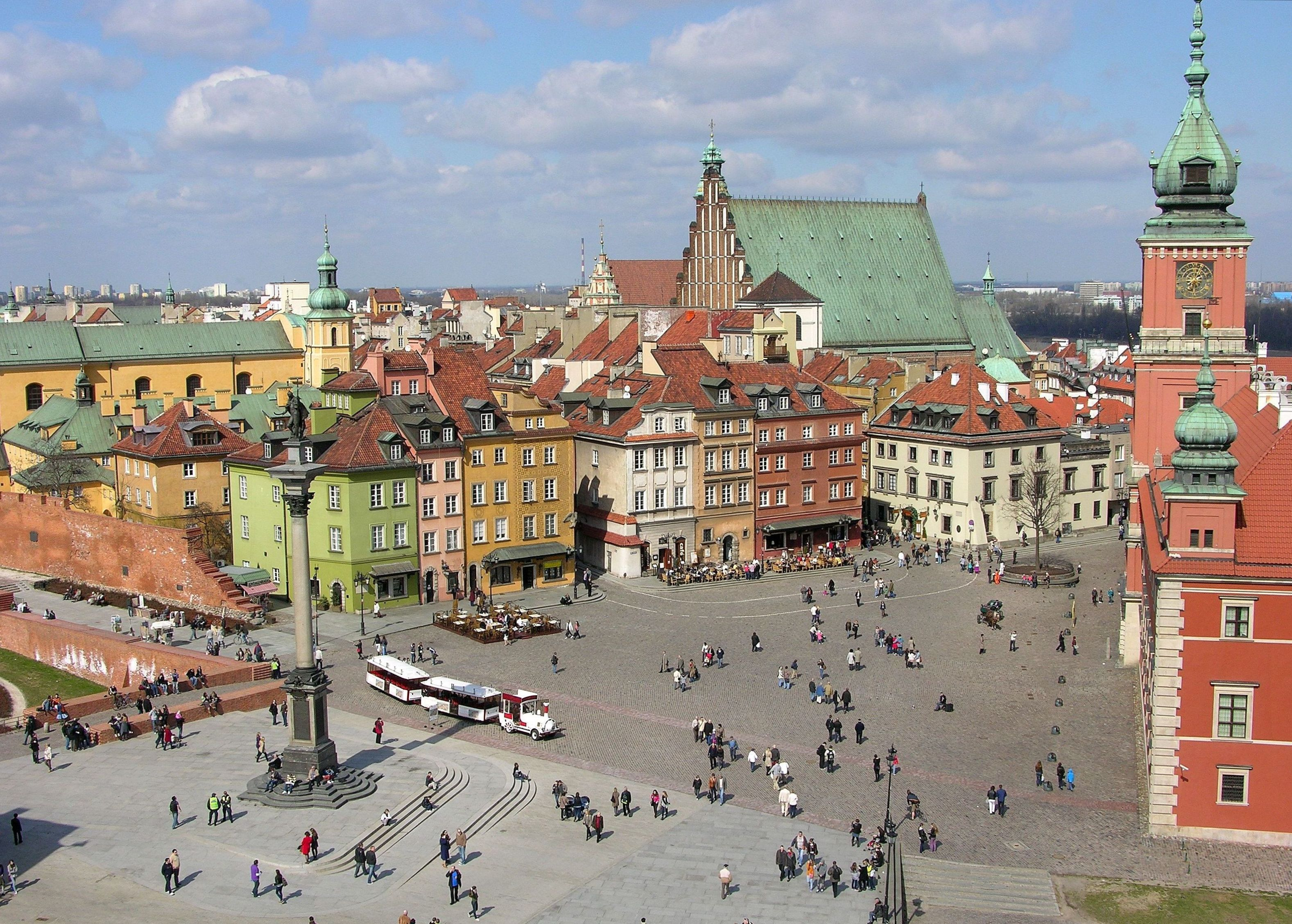
A Kastély tér jelenlegi látképe, háttérben a főszékesegyház épülete

## Fordítás
- Ez a szócikk részben vagy egészben  a   St. John's Archcathedral, Warsaw című angol Wikipédia-szócikk ezen változatának fordításán alapul.  Az eredeti cikk szerkesztőit annak laptörténete sorolja fel. Ez a jelzés csupán a megfogalmazás eredetét és a szerzői jogokat jelzi, nem szolgál a cikkben szereplő információk forrásmegjelöléseként.
- Ez a szócikk részben vagy egészben  a   Bazylika archikatedralna św. Jana Chrzciciela w Warszawie című lengyel Wikipédia-szócikk ezen változatának fordításán alapul.  Az eredeti cikk szerkesztőit annak laptörténete sorolja fel. Ez a jelzés csupán a megfogalmazás eredetét és a szerzői jogokat jelzi, nem szolgál a cikkben szereplő információk forrásmegjelöléseként.